# معاهدة المساعدة القانونية المتبادلة

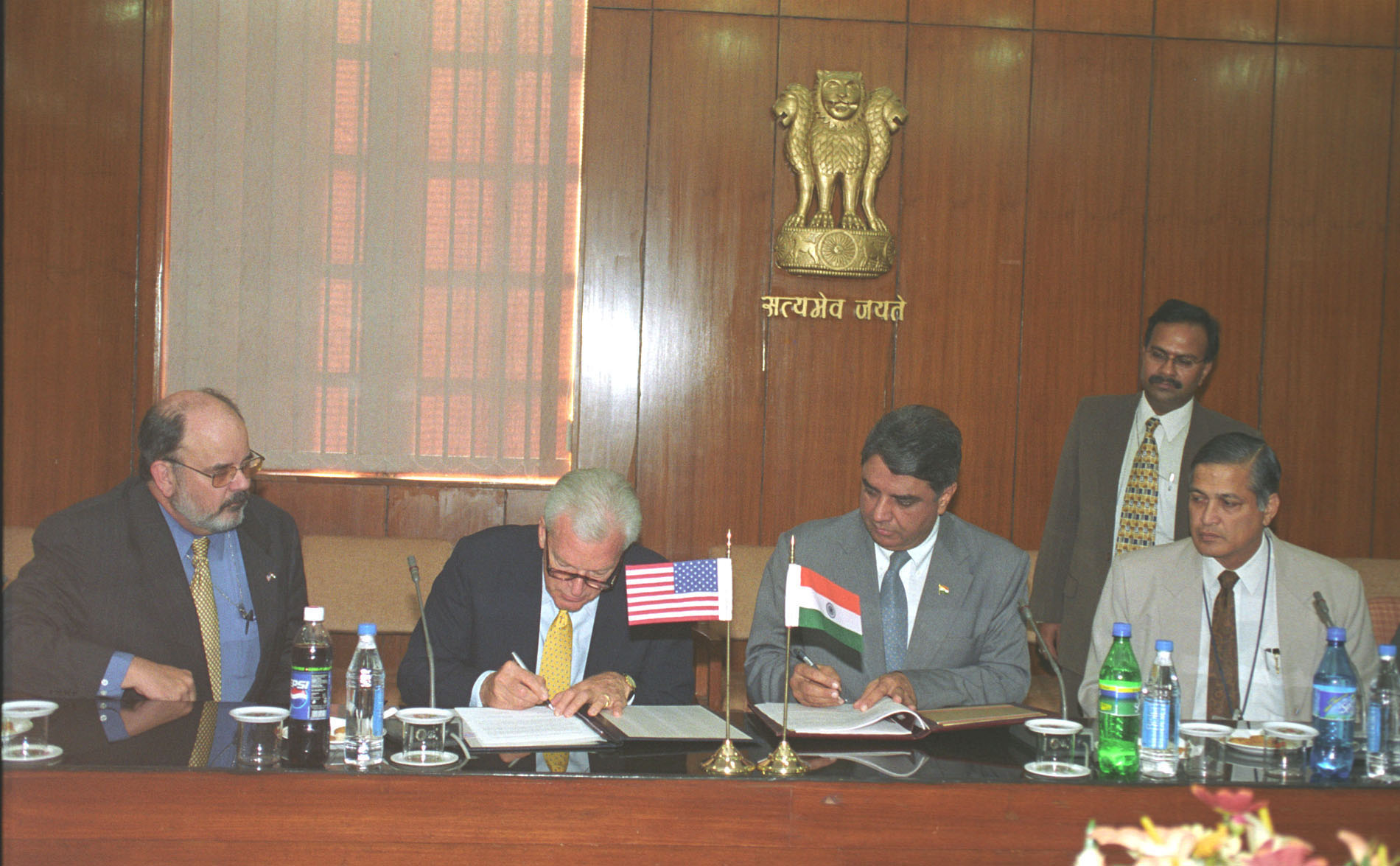

معاهدة المساعدة القانونية المتبادلة هي اتفاقية  بين دولتين تهدف إلى تسهيل التعاون بين الشرطة والقضاء، ولا سيما فيما يتعلق بتبادل المعلومات والبيانات الشخصية أثناء التحقيقات الجارية، بهدف الحصول على الأدلة أو لتسهيل تنفيذ المعاهدات الضريبية التي تهدف إلى تجنب التهرب الضريبي.
في عام 2018، سنت إدارة ترامب قانون كلاود بحيث يمكن الاستغناء عن هذه المعاهدات.

## تاريخ
طورت الدول الحديثة آليات تشاركية للحصول على أدلة للتحقيقات والمقاضاة الجنائية. فعندما تكون هناك حاجة إلى أدلة أو أشكال أخرى من المساعدات القانونية، مثل الاستعانة بأقوال الشهود أو مدلول الوثائق لسيادة أجنبية، فقد تحاول الدول التعاون بشكل غير رسمي من خلال وكالات الشرطة التابعة لها، أو باللجوء إلى ما إلى ما يسمى عمومًا طلبات «المساعدة القانونية المتبادلة».
تطورت ممارسة المساعدة القانونية المتبادلة من نظام الرسائل المسندة على أساس المجاملة إلى الإنابة القضائية، رغم أنه من الشائع الآن أن تقدم الدول طلبات المساعدة القانونية المتبادلة مباشرة إلى السلطة المركزية المعينة داخل كل ولاية. في الممارسة المعاصرة، يمكن دائمًا تقديم مثل هذه الطلبات على أساس المعاملة بالمثل، كما يمكن تقديمها أيضًا وفقًا للمعاهدات الثنائية والمتعددة الأطراف التي تُلزم البلدان بتقديم المساعدة.
قد تتخذ هذه المساعدة شكل فحص وتحديد الأشخاص والأماكن والأشياء ونقل الحراسة وتقديم المساعدة في تجميد أدوات النشاط الإجرامي. كما يمكن رفض المساعدة من قبل أي من الدولتين (وفقًا لتفاصيل الاتفاقية) لأسباب سياسية أو أمنية، أو إذا كانت الجريمة الجنائية المعنية لا يعاقب عليها بالمثل في كلا البلدين. قد تشجع بعض المعاهدات على تقديم المساعدة القانونية للمواطنين في البلدان الأخرى.
تستطيع العديد من الدول تقديم مجموعة واسعة من المساعدات القانونية المتبادلة إلى دول أخرى من خلال وزارات العدل فيها حتى في حالة عدم وجود معاهدة، فيمكن ذلك من خلال التحقيقات المشتركة بين إنفاذ القانون في كلا البلدين وطلبات الكشف عن الطوارئ والرسائل القانونية وما إلى ذلك. ومع ذلك، يمكن أن تخلق القوانين المحلية بالفعل عقبات أمام التعاون الفعال في إنفاذ القانون والمساعدة القانونية المتبادلة.
على سبيل المثال، اتفاقية المساعدة الإدارية المتبادلة في المسائل الضريبية هي اتفاقية لتسهيل الدخول في اتفاقيات تبادل المعلومات الضريبية الثنائية بين أكثر من 90 دولة.

## الاتحاد الأوروبي والولايات المتحدة
في عام 2003، تم توقيع المعاهدة بين الولايات المتحدة والاتحاد الأوروبي (مفوض العدل والشؤون الداخلية) على الرغم من التقرير النقدي الصادر عن البرلمان الأوروبي. وتم التصديق عليها من قبل مجلس شيوخ الولايات المتحدة في خريف نفس السنة بعد إضافة بند يخص تسليم المطلوبين.
تهدف هذه المعاهدة العامة إلى استبدال المعاهدات الثنائية السابقة الموقعة بين الولايات المتحدة والدول الأعضاء في الاتحاد الأوروبي. كما وسعت المعاهدة الجديدة إلى حد كبير من إمكانيات التبادل، مما أثار انتقادات لعدم كفاية الضمانات لحماية الحق في الخصوصية.
قبل أن تواجه برلمان ستراسبورغ تحديا لاتفاق سويفت بشأن تبادل البيانات المصرفية في إطار برنامج تتبع تمويل الإرهاب، تم تبادل البيانات بموجب هذه المعاهدة.

## دول موقعة
في عام 2003، وقعت الولايات المتحدة معاهدة المساعدة القانونية المتبادلة مع اليابان.